# Кхонкен
Кхонкен (тай. ขอนแก่น) — місто та столиця однойменної провінції на північному сході Таїланду. Знаходиться на відстані 450 кілометрів на північний схід від Бангкока. 

## Історія
Археологічні розкопки свідчать, що люди на території сучасного Кхонкена селилися ще з доісторичних часів, проте історично місто з'являється в період держави Двараваті. Згодом потрапило під владу кхмерів. У аюттхайський період Кхонкен був важливим постачальником рису.

## Географія і демографія
Кхонкен розташований на краю неродючої рівнини карстового походження — плато Корат, і родючої місцевості на північ від неї. Відстань від Бангкока до Кхонкена по прямій 380 км, по дорозі 450 км. 
У місті проживає 114,5 тис. осіб. Кхонкен — четверте за величиною місто в Таїланді після Бангкока, Чіангмая і Кората.

### Клімат
Місто знаходиться у зоні, котра характеризується кліматом тропічних саван. Найтепліший місяць — квітень із середньою температурою 30.6 °C (87 °F). Найхолодніший місяць — січень, із середньою температурою 22.2 °С (72 °F). Найвища температура спостерігається у квітні — із середньодобовим максимумом 36,2°C.
| Клімат Кхонкена         | Клімат Кхонкена | Клімат Кхонкена | Клімат Кхонкена | Клімат Кхонкена | Клімат Кхонкена | Клімат Кхонкена | Клімат Кхонкена | Клімат Кхонкена | Клімат Кхонкена | Клімат Кхонкена | Клімат Кхонкена | Клімат Кхонкена | Клімат Кхонкена |
| Показник                | Січ.            | Лют.            | Бер.            | Квіт.           | Трав.           | Черв.           | Лип.            | Серп.           | Вер.            | Жовт.           | Лист.           | Груд.           | Рік             |
| Абсолютний максимум, °C | 38              | 37              | 42              | 42              | 41              | 37              | 38              | 37              | 35              | 35              | 37              | 37              | 42              |
| Середній максимум, °C   | 30              | 32              | 35              | 37              | 35              | 33              | 32              | 32              | 31              | 31              | 31              | 30              | 32              |
| Середня температура, °C | 22              | 25              | 28              | 30              | 30              | 28              | 28              | 27              | 27              | 26              | 25              | 22              | 26              |
| Середній мінімум, °C    | 14              | 18              | 21              | 24              | 25              | 24              | 24              | 23              | 23              | 22              | 19              | 15              | 21              |
| Абсолютний мінімум, °C  | 7               | 11              | 10              | 18              | 21              | 21              | 20              | 21              | 21              | 17              | 10              | 7               | 7               |
| Норма опадів, мм        | 10              | 10              | 30              | 80              | 190             | 180             | 150             | 170             | 270             | 90              | 10              | 0               | 1250            |
| Днів з дощем            | 0               | 1               | 3               | 5               | 5               | 11              | 10              | 11              | 13              | 7               | 3               | 0               | 74              |
| Вологість повітря, %    | 63              | 63              | 62              | 63              | 73              | 76              | 78              | 80              | 82              | 76              | 70              | 66              | 71              |
| ----------------------- | --------------- | --------------- | --------------- | --------------- | --------------- | --------------- | --------------- | --------------- | --------------- | --------------- | --------------- | --------------- | --------------- |
| Джерело: Weatherbase    |                 |                 |                 |                 |                 |                 |                 |                 |                 |                 |                 |                 |                 |

## Освіта
У місті розташовані два найважливіші університети північно-східного Таїланду, Університет Рачамангала та Університет Кхонкена, в яких навчаються близько 20 тисяч студентів.

## Господарство
Є підприємства текстильної промисловості, переважно виробництво шовку.

## Туризм
Велике значення має індустрія туризму, у місті розташований п'ятизірковий готель та кілька чотиризіркових. Побудовано аеропорт. Через Кхонкен проходить залізнична лінія, що зв'язує Бангкок з лаоським кордоном. Місто з'єднане з усіма великими містами північного сходу Таїланду регулярним автобусним сполученням.

## Відомі люди
- Ті Рітсон — гравець регбі;
- Тін Шрітрай — автогонщик;
- Мімі Тао — фотомодель[8];
- Thaiboy Digital — музикант;
- Сомлук Камсінг — тайський боксер, боєць муай тай і кікбоксер.

## Зовнішні посилання
- Кхонкен у Вікімандрах
- Tourism Thailand official website